# Bolivia en la Copa América 2024
La selección de Bolivia fue uno de los 16 equipos participantes en la Copa América 2024, torneo continental que se llevó a cabo entre el 20 de junio y el 14 de julio en los Estados Unidos. Fue la vigésima novena participación de Bolivia.
Formó parte del Grupo C, junto a Estados Unidos, Uruguay y Panamá.

## Preparación
En la edición anterior de Copa América que se realizó en Brasil, Bolivia formó parte del Grupo A con Argentina, Chile, Uruguay, y Paraguay; terminó en el quinto y último lugar del grupo tras perder los cuatro partidos que disputó, esto tuvo como resultado el final de su participación en el certamen en la primera fase, a nivel general culminó en el décimo lugar del torneo. El máximo anotador fue Erwin Saavedra con dos goles y en todo el campeonato el cuerpo técnico estuvo encabezado por César Farías.
Al iniciar un nuevo proceso eliminatorio rumbo al Mundial 2026 cambió la dirección técnica, esta le fue encargada en un inicio a Gustavo Costas, en reemplazo de César Farías, quien dirigió a la selección verde hasta las eliminatorias a la Copa del Mundo 2022. Entre septiembre y noviembre de 2023 se disputaron seis partidos de las clasificatorias mundialistas, obteniendo una victoria y cinco derrotas, como resultado hasta esa fecha se ubicó en el noveno puesto de la tabla de posiciones. Al finalizar la cuarta jornada Gustavo Costas fue sacado de la dirección técnica tras cosechar cuatro derrotas consecutivas, su reemplazante fue Antônio Carlos Zago quien debutó con una victoria 2-0 frente a Perú en condición de local en la quinta fecha.

### Partidos oficiales
| Eliminatorias Sudamericanas Fecha 1; 8 de septiembre de 2023 | Brasil                                                     | 5:1 (1:0) | Bolivia    | Estadio Mangueirão, Belém                                                    |                                                                              |
| 21:45 (UTC-3)                                                | - Rodrygo Goes 24', 53' - Raphinha 47' - Neymar 61', 90+3' | Reporte   | Ábrego 78' | Asistencia: 48 183 espectadores Árbitro(s): Juan Benítez VAR: Carlos Benítez | Asistencia: 48 183 espectadores Árbitro(s): Juan Benítez VAR: Carlos Benítez |

| Uniformes | Uniformes |
| --------- | --------- |
|           |           |

| Eliminatorias Sudamericanas Fecha 2; 12 de septiembre de 2023 | Bolivia | 0:3 (0:2) | Argentina                                       | Estadio Hernando Siles, La Paz                                                 |                                                                                |
| 16:00 (UTC-4)                                                 |         | Reporte   | - Fernández 31' - Tagliafico 42' - González 83' | Asistencia: 24 000 espectadores Árbitro(s): Esteban Ostojich VAR: Andrés Cunha | Asistencia: 24 000 espectadores Árbitro(s): Esteban Ostojich VAR: Andrés Cunha |

| Uniformes | Uniformes |
| --------- | --------- |
|           |           |

| Eliminatorias Sudamericanas Fecha 3; 12 de octubre de 2023 | Bolivia     | 1:2 (0:1) | Ecuador                      | Estadio Hernando Siles, La Paz                                                    |                                                                                   |
| 19:00 (UTC-4)                                              | Ramallo 83' | Reporte   | - Páez 45' - Rodríguez 90+6' | Asistencia: 34 200 espectadores Árbitro(s): Cristián Garay VAR: Angelo Hermosilla | Asistencia: 34 200 espectadores Árbitro(s): Cristián Garay VAR: Angelo Hermosilla |

| Uniformes | Uniformes |
| --------- | --------- |
|           |           |

| Eliminatorias Sudamericanas Fecha 4; 17 de octubre de 2023 | Paraguay     | 1:0 (0:0) | Bolivia | Estadio Defensores del Chaco, Asunción                                          |                                                                                 |
| 19:30 (UTC-3)                                              | Sanabria 69' | Reporte   |         | Asistencia: 30 681 espectadores Árbitro(s): Gustavo Tejera VAR: Leodán González | Asistencia: 30 681 espectadores Árbitro(s): Gustavo Tejera VAR: Leodán González |

| Uniformes | Uniformes |
| --------- | --------- |
|           |           |

| Eliminatorias Sudamericanas Fecha 5; 16 de noviembre de 2023 | Bolivia                     | 2:0 (1:0) | Perú | Estadio Hernando Siles, La Paz                                                  |                                                                                 |
| 16:00 (UTC-4)                                                | - H. Vaca 20' - R. Vaca 87' | Reporte   |      | Asistencia: 28 000 espectadores Árbitro(s): Guillermo Guerrero VAR: Carlos Orbe | Asistencia: 28 000 espectadores Árbitro(s): Guillermo Guerrero VAR: Carlos Orbe |

| Uniformes | Uniformes |
| --------- | --------- |
|           |           |

| Eliminatorias Sudamericanas Fecha 6; 21 de noviembre de 2023 | Uruguay                                | 3:0 (2:0) | Bolivia | Estadio Centenario, Montevideo                                           |                                                                          |
| 20:30 (UTC-3)                                                | - Núñez 15', 71' - Villamíl 39' (a.g.) | Reporte   |         | Asistencia: 46 100 espectadores Árbitro(s): Kevin Ortega VAR: Diego Haro | Asistencia: 46 100 espectadores Árbitro(s): Kevin Ortega VAR: Diego Haro |

| Uniformes | Uniformes |
| --------- | --------- |
|           |           |

### Amistosos previos
| 22 de marzo de 2024 | Argelia                                 | 3:2 (1:0) | Bolivia                       | Estadio 5 de Julio de 1962, Argel |                             |
| 22:00 (UTC+1)       | - Gouiri 43' - Benzia 79' - Mandi 90+4' | Reporte   | - Algarañaz 47' - Sagredo 70' | Árbitro(s): Abdel Aziz Bouh       | Árbitro(s): Abdel Aziz Bouh |

| Uniformes | Uniformes |
| --------- | --------- |
|           |           |

| 25 de marzo de 2024 | Bolivia  | 1:0 (1:0) | Andorra | Estadio 19 de Mayo de 1956, Annaba |                              |
| 22:00 (UTC+1)       | Vaca 13' | Reporte   |         | Árbitro(s): Houssam Benyahia       | Árbitro(s): Houssam Benyahia |

| Uniformes | Uniformes |
| --------- | --------- |
|           |           |

| 31 de mayo de 2024 | México      | 1:0 (0:0) | Bolivia | Soldier Field, Chicago   |                          |
| 20:30 (UTC-5)      | Álvarez 47' | Reporte   |         | Árbitro(s): Yusuke Araki | Árbitro(s): Yusuke Araki |

| Uniformes | Uniformes |
| --------- | --------- |
|           |           |

| 12 de junio de 2024 | Ecuador                                             | 3:1 (2:0) | Bolivia      | Subaru Park, Chester      |                           |
| 20:30 (UTC-4)       | - Valencia 18' - Yeboah 25' - J. Caicedo 70' (pen.) | Reporte   | Terceros 88' | Árbitro(s): Lukasz Szpala | Árbitro(s): Lukasz Szpala |

| Uniformes | Uniformes |
| --------- | --------- |
|           |           |

| 15 de junio de 2024 | Colombia                            | 3:0 (3:0) | Bolivia | Pratt & Whitney Stadium, East Hartford |                             |
| 17:00 (UTC-4)       | - Arias 5' - Córdoba 25' - Díaz 41' | Reporte   |         | Árbitro(s): Daniel Quintero            | Árbitro(s): Daniel Quintero |

| Uniformes | Uniformes |
| --------- | --------- |
|           |           |

## Plantel

### Lista de convocados
Entrenador:  Antônio Carlos Zago
| No. | Pos. | Jugador            | Fecha de nacimiento (edad)        | Apa. | Goles | Club                         |
| --- | ---- | ------------------ | --------------------------------- | ---- | ----- | ---------------------------- |
| 1   | POR  | Carlos Lampe       | 17 de marzo de 1987 (37 años)     | 55   | 0     | C. Bolívar                   |
| 2   | DEF  | Jesús Sagredo      | 10 de marzo de 1994 (30 años)     | 9    | 0     | C. Bolívar                   |
| 3   | DEF  | Diego Medina       | 13 de enero de 2002 (22 años)     | 13   | 0     | C. Always Ready              |
| 4   | DEF  | Luis Haquín        | 15 de noviembre de 1997 (26 años) | 34   | 1     | A. A. Ponte Preta            |
| 5   | DEF  | Adrián Jusino      | 9 de julio de 1992 (31 años)      | 36   | 0     | C. The Strongest             |
| 6   | MED  | Leonel Justiniano  | 2 de julio de 1992 (31 años)      | 51   | 2     | C. Bolívar                   |
| 7   | MED  | Miguel Terceros    | 25 de abril de 2004 (20 años)     | 11   | 1     | Santos F. C.                 |
| 8   | DEL  | Jaume Cuéllar      | 23 de agosto de 2001 (22 años)    | 8    | 0     | F. C. Barcelona Atlètic      |
| 9   | DEL  | César Menacho      | 9 de agosto de 1999 (24 años)     | 4    | 0     | C. Blooming                  |
| 10  | MED  | Ramiro Vaca        | 1 de julio de 1999 (24 años)      | 35   | 4     | C. Bolívar                   |
| 11  | DEL  | Carmelo Algarañaz  | 27 de enero de 1996 (28 años)     | 23   | 2     | C. Bolívar                   |
| 12  | POR  | Gustavo Almada     | 29 de abril de 1994 (30 años)     | 0    | 0     | F. C. Universitario          |
| 13  | DEL  | Lucas Chávez       | 17 de abril de 2003 (21 años)     | 2    | 0     | C. Bolívar                   |
| 14  | MED  | Robson Matheus     | 18 de mayo de 2002 (22 años)      | 2    | 0     | C. Always Ready              |
| 15  | MED  | Gabriel Villamíl   | 28 de junio de 2001 (22 años)     | 17   | 0     | Liga Deportiva Universitaria |
| 16  | MED  | Boris Céspedes     | 19 de junio de 1995 (29 años)     | 17   | 1     | Yverdon-Sport F. C.          |
| 17  | DEF  | Roberto Fernández  | 12 de julio de 1999 (24 años)     | 35   | 1     | F. C. Baltika                |
| 18  | DEL  | Rodrigo Ramallo    | 14 de octubre de 1990 (33 años)   | 41   | 7     | C. The Strongest             |
| 19  | DEL  | Bruno Miranda      | 10 de febrero de 1998 (26 años)   | 18   | 2     | C. The Strongest             |
| 20  | MED  | Fernando Saucedo   | 15 de marzo de 1990 (34 años)     | 24   | 1     | C. Bolívar                   |
| 21  | DEF  | José Sagredo       | 10 de marzo de 1994 (30 años)     | 54   | 1     | C. Bolívar                   |
| 22  | MED  | Héctor Cuellar     | 16 de agosto de 2000 (23 años)    | 8    | 0     | C. Always Ready              |
| 23  | POR  | Guillermo Viscarra | 7 de febrero de 1993 (31 años)    | 21   | 0     | C. The Strongest             |
| 24  | DEF  | Marcelo Suárez     | 20 de diciembre de 2001 (22 años) | 8    | 0     | C. Always Ready              |
| 25  | DEF  | Yomar Rocha        | 21 de junio de 2003 (20 años)     | 3    | 0     | C. Bolívar                   |
| 26  | MED  | Adalid Terrazas    | 25 de agosto de 2000 (23 años)    | 0    | 0     | C. Always Ready              |

## Participación
- Los horarios son correspondientes al huso horario de cada sede.

### Partidos
| Fecha       | Ciudad          | Instancia      |                |                           | Resultado |                    |         |
| ----------- | --------------- | -------------- | -------------- | ------------------------- | --------- | ------------------ | ------- |
| 23 de junio | Arlington       | Fase de grupos | Estados Unidos | Bandera de Estados Unidos | 2:0 (2:0) | Bandera de Bolivia | Bolivia |
| 27 de junio | East Rutherford | Fase de grupos | Uruguay        | Bandera de Uruguay        | 5:0 (2:0) | Bandera de Bolivia | Bolivia |
| 1 de julio  | Orlando         | Fase de grupos | Bolivia        | Bandera de Bolivia        | 1:3 (0:1) | Bandera de Panamá  | Panamá  |

### Fase de grupos - Grupo C

#### Posiciones
| Selección      | Pts | PJ | PG | PE | PP | GF | GC | Dif |
| -------------- | --- | -- | -- | -- | -- | -- | -- | --- |
| Uruguay        | 9   | 3  | 3  | 0  | 0  | 9  | 1  | +8  |
| Panamá         | 6   | 3  | 2  | 0  | 1  | 6  | 5  | +1  |
| Estados Unidos | 3   | 3  | 1  | 0  | 2  | 3  | 3  | 0   |
| Bolivia        | 0   | 3  | 0  | 0  | 3  | 1  | 10 | –9  |

|  | Clasificados a los cuartos de final. |

#### Estados Unidos vs. Bolivia
| Jornada 1; 23 de junio | Estados Unidos             | 2:0 (2:0) | Bolivia | AT&T Stadium, Arlington                                                          |                                                                                  |
| 17:00 (UTC-5)          | - Pulisic 3' - Balogun 44' | Reporte   |         | Asistencia: 47 873 espectadores Árbitro(s): Maurizio Mariani VAR: Marco Di Bello | Asistencia: 47 873 espectadores Árbitro(s): Maurizio Mariani VAR: Marco Di Bello |

| 1          | Guardameta     | Matt Turner       |     |
| 22         | Defensa        | Joe Scally        |     |
| 3          | Defensa        | Chris Richards    |     |
| 13         | Defensa        | Tim Ream          |     |
| 5          | Defensa        | Antonee Robinson  |     |
| 7          | Centrocampista | Giovanni Reyna    | 65' |
| 4          | Centrocampista | Tyler Adams       | 46' |
| 8          | Centrocampista | Weston McKennie   | 78' |
| 21         | Delantero      | Timothy Weah      | 86' |
| 20         | Delantero      | Folarin Balogun   | 66' |
| 10         | Delantero      | Christian Pulisic |     |
| Entrenador | Entrenador     | Gregg Berhalter   |     |

| 23         | Guardameta     | Guillermo Viscarra |     |
| 3          | Defensa        | Diego Medina       | 46' |
| 2          | Defensa        | Jesús Sagredo      |     |
| 4          | Defensa        | Luis Haquín        |     |
| 21         | Defensa        | José Sagredo       |     |
| 17         | Defensa        | Roberto Fernández  | 75' |
| 6          | Centrocampista | Leonel Justiniano  | 46' |
| 20         | Centrocampista | Fernando Saucedo   |     |
| 15         | Centrocampista | Gabriel Villamíl   |     |
| 19         | Delantero      | Bruno Miranda      | 67' |
| 9          | Delantero      | César Menacho      | 46' |
| Entrenador | Entrenador     | Antônio Zago       |     |

| 6  | Centrocampista | Yunus Musah      | 46' |
| 9  | Delantero      | Ricardo Pepi     | 65' |
| 15 | Centrocampista | Johnny Cardoso   | 66' |
| 14 | Centrocampista | Luca de la Torre | 78' |
| 11 | Centrocampista | Brenden Aaronson | 86' |

| 7  | Centrocampista | Miguel Terceros   | 46' |
| 22 | Centrocampista | Héctor Cuellar    | 46' |
| 18 | Delantero      | Rodrigo Ramallo   | 46' |
| 11 | Delantero      | Carmelo Algarañaz | 67' |
| 10 | Centrocampista | Ramiro Vaca       | 75' |

| Anotado | 3'  | Christian Pulisic | 1–0 |
| Anotado | 44' | Folarin Balogun   | 2–0 |

| Amonestado | 49' | Weston McKennie |

| Amonestado | 27'   | Leonel Justiniano |
| Amonestado | 28'   | Gabriel Villamíl  |
| Amonestado | 31'   | Luis Haquín       |
| Amonestado | 90+2' | Jesús Sagredo     |

| Árbitro             | Maurizio Mariani  |
| Árbitros asistentes | Daniele Bindoni   |
| Árbitros asistentes | Alberto Tegoni    |
| Cuarto árbitro      | Jhon Ospina       |
| Quinto árbitro      | Jhon Gallego      |
| VAR                 | Marco Di Bello    |
| Adicional VAR       | Aleandro Di Paolo |
| Asesor de árbitros  | Enrique Osses     |
| Quality Mánager     | Wilson Lamouroux  |

| 1          | Guardameta     | Matt Turner       |     |
| 22         | Defensa        | Joe Scally        |     |
| 3          | Defensa        | Chris Richards    |     |
| 13         | Defensa        | Tim Ream          |     |
| 5          | Defensa        | Antonee Robinson  |     |
| 7          | Centrocampista | Giovanni Reyna    | 65' |
| 4          | Centrocampista | Tyler Adams       | 46' |
| 8          | Centrocampista | Weston McKennie   | 78' |
| 21         | Delantero      | Timothy Weah      | 86' |
| 20         | Delantero      | Folarin Balogun   | 66' |
| 10         | Delantero      | Christian Pulisic |     |
| Entrenador | Entrenador     | Gregg Berhalter   |     |

| 23         | Guardameta     | Guillermo Viscarra |     |
| 3          | Defensa        | Diego Medina       | 46' |
| 2          | Defensa        | Jesús Sagredo      |     |
| 4          | Defensa        | Luis Haquín        |     |
| 21         | Defensa        | José Sagredo       |     |
| 17         | Defensa        | Roberto Fernández  | 75' |
| 6          | Centrocampista | Leonel Justiniano  | 46' |
| 20         | Centrocampista | Fernando Saucedo   |     |
| 15         | Centrocampista | Gabriel Villamíl   |     |
| 19         | Delantero      | Bruno Miranda      | 67' |
| 9          | Delantero      | César Menacho      | 46' |
| Entrenador | Entrenador     | Antônio Zago       |     |

| 6  | Centrocampista | Yunus Musah      | 46' |
| 9  | Delantero      | Ricardo Pepi     | 65' |
| 15 | Centrocampista | Johnny Cardoso   | 66' |
| 14 | Centrocampista | Luca de la Torre | 78' |
| 11 | Centrocampista | Brenden Aaronson | 86' |

| 7  | Centrocampista | Miguel Terceros   | 46' |
| 22 | Centrocampista | Héctor Cuellar    | 46' |
| 18 | Delantero      | Rodrigo Ramallo   | 46' |
| 11 | Delantero      | Carmelo Algarañaz | 67' |
| 10 | Centrocampista | Ramiro Vaca       | 75' |

| Anotado | 3'  | Christian Pulisic | 1–0 |
| Anotado | 44' | Folarin Balogun   | 2–0 |

| Amonestado | 49' | Weston McKennie |

| Amonestado | 27'   | Leonel Justiniano |
| Amonestado | 28'   | Gabriel Villamíl  |
| Amonestado | 31'   | Luis Haquín       |
| Amonestado | 90+2' | Jesús Sagredo     |

| Árbitro             | Maurizio Mariani  |
| Árbitros asistentes | Daniele Bindoni   |
| Árbitros asistentes | Alberto Tegoni    |
| Cuarto árbitro      | Jhon Ospina       |
| Quinto árbitro      | Jhon Gallego      |
| VAR                 | Marco Di Bello    |
| Adicional VAR       | Aleandro Di Paolo |
| Asesor de árbitros  | Enrique Osses     |
| Quality Mánager     | Wilson Lamouroux  |

| Estadísticas      | Bandera de Estados Unidos | Bandera de Bolivia |
| Tiros             | 20                        | 6                  |
| Tiros a puerta    | 8                         | 3                  |
| Faltas            | 8                         | 17                 |
| Saques de esquina | 7                         | 1                  |
| Penaltis          | 0                         | 0                  |
| Fueras de juego   | 1                         | 1                  |
| Posesión de balón | 61%                       | 39%                |

#### Uruguay vs. Bolivia
| Jornada 2; 27 de junio | Uruguay                                                                   | 5:0 (2:0) | Bolivia | MetLife Stadium, East Rutherford                                               |                                                                                |
| 21:00 (UTC-4)          | - Pellistri 8' - Núñez 21' - M. Araújo 77' - Valverde 81' - Bentancur 89' | Reporte   |         | Asistencia: 48 033 espectadores Árbitro(s): Juan Benítez VAR: Rodrigo Carvajal | Asistencia: 48 033 espectadores Árbitro(s): Juan Benítez VAR: Rodrigo Carvajal |

| 1          | Guardameta     | Sergio Rochet      |     |
| 8          | Defensa        | Nahitan Nández     |     |
| 4          | Defensa        | Ronald Araújo      |     |
| 16         | Defensa        | Mathías Olivera    |     |
| 17         | Defensa        | Matías Viña        | 83' |
| 5          | Centrocampista | Manuel Ugarte      |     |
| 15         | Centrocampista | Federico Valverde  | 86' |
| 11         | Centrocampista | Facundo Pellistri  | 86' |
| 7          | Centrocampista | Nicolás de la Cruz | 89' |
| 20         | Centrocampista | Maximiliano Araújo |     |
| 19         | Delantero      | Darwin Núñez       | 83' |
| Entrenador | Entrenador     | Marcelo Bielsa     |     |

| 23         | Guardameta     | Guillermo Viscarra |     |
| 22         | Defensa        | Héctor Cuellar     |     |
| 4          | Defensa        | Luis Haquín        |     |
| 21         | Defensa        | José Sagredo       |     |
| 25         | Centrocampista | Yomar Rocha        | 74' |
| 16         | Centrocampista | Boris Céspedes     |     |
| 15         | Centrocampista | Gabriel Villamíl   |     |
| 17         | Centrocampista | Roberto Fernández  | 46' |
| 7          | Delantero      | Miguel Terceros    | 68' |
| 11         | Delantero      | Carmelo Algarañaz  | 82' |
| 10         | Delantero      | Ramiro Vaca        | 74' |
| Entrenador | Entrenador     | Antônio Zago       |     |

| 9  | Delantero      | Luis Suárez            | 83' |
| 24 | Defensa        | Lucas Olaza            | 83' |
| 6  | Centrocampista | Rodrigo Bentancur      | 86' |
| 25 | Delantero      | Cristian Olivera       | 86' |
| 10 | Centrocampista | Giorgian de Arrascaeta | 89' |

| 24 | Defensa        | Marcelo Suárez  | 46' |
| 13 | Delantero      | Lucas Chávez    | 68' |
| 3  | Defensa        | Diego Medina    | 74' |
| 8  | Delantero      | Jaume Cuéllar   | 74' |
| 26 | Centrocampista | Adalid Terrazas | 82' |

| Anotado | 8'  | Facundo Pellistri  | 1–0 |
| Anotado | 21' | Darwin Núñez       | 2–0 |
| Anotado | 77' | Maximiliano Araújo | 3–0 |
| Anotado | 81' | Federico Valverde  | 4–0 |
| Anotado | 89' | Rodrigo Bentancur  | 5–0 |

| Amonestado | 65' | Yomar Rocha |

| Árbitro             | Juan Benítez        |
| Árbitros asistentes | Eduardo Cardozo     |
| Árbitros asistentes | Milciades Saldívar  |
| Cuarto árbitro      | Edina Alves Batista |
| Quinto árbitro      | Migdalia Rodríguez  |
| VAR                 | Rodrigo Carvajal    |
| Adicional VAR       | José Cuevas         |
| Asesor de árbitros  | Ángel Sánchez       |
| Quality Mánager     | Pericles Cortez     |

| 1          | Guardameta     | Sergio Rochet      |     |
| 8          | Defensa        | Nahitan Nández     |     |
| 4          | Defensa        | Ronald Araújo      |     |
| 16         | Defensa        | Mathías Olivera    |     |
| 17         | Defensa        | Matías Viña        | 83' |
| 5          | Centrocampista | Manuel Ugarte      |     |
| 15         | Centrocampista | Federico Valverde  | 86' |
| 11         | Centrocampista | Facundo Pellistri  | 86' |
| 7          | Centrocampista | Nicolás de la Cruz | 89' |
| 20         | Centrocampista | Maximiliano Araújo |     |
| 19         | Delantero      | Darwin Núñez       | 83' |
| Entrenador | Entrenador     | Marcelo Bielsa     |     |

| 23         | Guardameta     | Guillermo Viscarra |     |
| 22         | Defensa        | Héctor Cuellar     |     |
| 4          | Defensa        | Luis Haquín        |     |
| 21         | Defensa        | José Sagredo       |     |
| 25         | Centrocampista | Yomar Rocha        | 74' |
| 16         | Centrocampista | Boris Céspedes     |     |
| 15         | Centrocampista | Gabriel Villamíl   |     |
| 17         | Centrocampista | Roberto Fernández  | 46' |
| 7          | Delantero      | Miguel Terceros    | 68' |
| 11         | Delantero      | Carmelo Algarañaz  | 82' |
| 10         | Delantero      | Ramiro Vaca        | 74' |
| Entrenador | Entrenador     | Antônio Zago       |     |

| 9  | Delantero      | Luis Suárez            | 83' |
| 24 | Defensa        | Lucas Olaza            | 83' |
| 6  | Centrocampista | Rodrigo Bentancur      | 86' |
| 25 | Delantero      | Cristian Olivera       | 86' |
| 10 | Centrocampista | Giorgian de Arrascaeta | 89' |

| 24 | Defensa        | Marcelo Suárez  | 46' |
| 13 | Delantero      | Lucas Chávez    | 68' |
| 3  | Defensa        | Diego Medina    | 74' |
| 8  | Delantero      | Jaume Cuéllar   | 74' |
| 26 | Centrocampista | Adalid Terrazas | 82' |

| Anotado | 8'  | Facundo Pellistri  | 1–0 |
| Anotado | 21' | Darwin Núñez       | 2–0 |
| Anotado | 77' | Maximiliano Araújo | 3–0 |
| Anotado | 81' | Federico Valverde  | 4–0 |
| Anotado | 89' | Rodrigo Bentancur  | 5–0 |

| Amonestado | 65' | Yomar Rocha |

| Árbitro             | Juan Benítez        |
| Árbitros asistentes | Eduardo Cardozo     |
| Árbitros asistentes | Milciades Saldívar  |
| Cuarto árbitro      | Edina Alves Batista |
| Quinto árbitro      | Migdalia Rodríguez  |
| VAR                 | Rodrigo Carvajal    |
| Adicional VAR       | José Cuevas         |
| Asesor de árbitros  | Ángel Sánchez       |
| Quality Mánager     | Pericles Cortez     |

| Estadísticas      | Bandera de Uruguay | Bandera de Bolivia |
| Tiros             | 18                 | 4                  |
| Tiros a puerta    | 9                  | 1                  |
| Faltas            | 12                 | 14                 |
| Saques de esquina | 4                  | 3                  |
| Penaltis          | 0                  | 0                  |
| Fueras de juego   | 3                  | 0                  |
| Posesión de balón | 60%                | 40%                |

#### Bolivia vs. Panamá
| Jornada 3; 1 de julio | Bolivia     | 1:3 (0:1) | Panamá                                     | Exploria Stadium, Orlando                                                           |                                                                                     |
| 21:00 (UTC-4)         | Miranda 69' | Reporte   | - Fajardo 22' - Guerrero 79' - Yanis 90+1' | Asistencia: 16 129 espectadores Árbitro(s): Edina Alves Batista VAR: Rodolpho Toski | Asistencia: 16 129 espectadores Árbitro(s): Edina Alves Batista VAR: Rodolpho Toski |

| 23         | Guardameta     | Guillermo Viscarra |     |
| 22         | Defensa        | Héctor Cuellar     |     |
| 4          | Defensa        | Luis Haquín        |     |
| 24         | Defensa        | Marcelo Suárez     |     |
| 25         | Centrocampista | Yomar Rocha        | 63' |
| 16         | Centrocampista | Boris Céspedes     | 63' |
| 15         | Centrocampista | Gabriel Villamíl   | 63' |
| 21         | Centrocampista | José Sagredo       |     |
| 7          | Centrocampista | Miguel Terceros    | 81' |
| 10         | Centrocampista | Ramiro Vaca        | 81' |
| 11         | Delantero      | Carmelo Algarañaz  |     |
| Entrenador | Entrenador     | Antônio Zago       |     |

| 22         | Guardameta     | Orlando Mosquera    |     |
| 23         | Defensa        | Michael Murillo     | 46' |
| 24         | Defensa        | Edgardo Fariña      |     |
| 3          | Defensa        | José Córdoba        |     |
| 16         | Defensa        | Carlos Harvey       | 74' |
| 15         | Defensa        | Eric Davis          |     |
| 2          | Centrocampista | César Blackman      |     |
| 6          | Centrocampista | Cristian Martínez   | 74' |
| 14         | Centrocampista | Jovani Welch        | 90' |
| 10         | Centrocampista | Édgar Bárcenas      |     |
| 17         | Delantero      | José Fajardo        | 85' |
| Entrenador | Entrenador     | Thomas Christiansen |     |

| 6  | Centrocampista | Leonel Justiniano | 63' |
| 19 | Delantero      | Bruno Miranda     | 63' |
| 26 | Centrocampista | Adalid Terrazas   | 63' |
| 13 | Delantero      | Lucas Chávez      | 81' |
| 20 | Centrocampista | Fernando Saucedo  | 81' |

| 26 | Centrocampista | Kahiser Lenis    | 46' |
| 5  | Centrocampista | Abdiel Ayarza    | 74' |
| 9  | Delantero      | Eduardo Guerrero | 74' |
| 13 | Centrocampista | Freddy Góndola   | 85' |
| 21 | Centrocampista | César Yanis      | 90' |

| Anotado | 69' | Bruno Miranda | 1–1 |

| Anotado | 22'   | José Fajardo     | 0–1 |
| Anotado | 79'   | Eduardo Guerrero | 1–2 |
| Anotado | 90+1' | César Yanis      | 1–3 |

| Amonestado | 21' | Gabriel Villamíl |
| Amonestado | 86' | Adalid Terrazas  |

| Amonestado | 42' | Michael Murillo |

| Árbitro             | Edina Alves Batista |
| Árbitros asistentes | Neuza Back          |
| Árbitros asistentes | Mary Blanco         |
| Cuarto árbitro      | Raphael Claus       |
| Quinto árbitro      | Bruno Boschilia     |
| VAR                 | Rodolpho Toski      |
| Adicional VAR       | Joel Alarcón        |
| Asesor de árbitros  | Olga Miranda        |
| Quality Mánager     | Emerson de Carvalho |

| 23         | Guardameta     | Guillermo Viscarra |     |
| 22         | Defensa        | Héctor Cuellar     |     |
| 4          | Defensa        | Luis Haquín        |     |
| 24         | Defensa        | Marcelo Suárez     |     |
| 25         | Centrocampista | Yomar Rocha        | 63' |
| 16         | Centrocampista | Boris Céspedes     | 63' |
| 15         | Centrocampista | Gabriel Villamíl   | 63' |
| 21         | Centrocampista | José Sagredo       |     |
| 7          | Centrocampista | Miguel Terceros    | 81' |
| 10         | Centrocampista | Ramiro Vaca        | 81' |
| 11         | Delantero      | Carmelo Algarañaz  |     |
| Entrenador | Entrenador     | Antônio Zago       |     |

| 22         | Guardameta     | Orlando Mosquera    |     |
| 23         | Defensa        | Michael Murillo     | 46' |
| 24         | Defensa        | Edgardo Fariña      |     |
| 3          | Defensa        | José Córdoba        |     |
| 16         | Defensa        | Carlos Harvey       | 74' |
| 15         | Defensa        | Eric Davis          |     |
| 2          | Centrocampista | César Blackman      |     |
| 6          | Centrocampista | Cristian Martínez   | 74' |
| 14         | Centrocampista | Jovani Welch        | 90' |
| 10         | Centrocampista | Édgar Bárcenas      |     |
| 17         | Delantero      | José Fajardo        | 85' |
| Entrenador | Entrenador     | Thomas Christiansen |     |

| 6  | Centrocampista | Leonel Justiniano | 63' |
| 19 | Delantero      | Bruno Miranda     | 63' |
| 26 | Centrocampista | Adalid Terrazas   | 63' |
| 13 | Delantero      | Lucas Chávez      | 81' |
| 20 | Centrocampista | Fernando Saucedo  | 81' |

| 26 | Centrocampista | Kahiser Lenis    | 46' |
| 5  | Centrocampista | Abdiel Ayarza    | 74' |
| 9  | Delantero      | Eduardo Guerrero | 74' |
| 13 | Centrocampista | Freddy Góndola   | 85' |
| 21 | Centrocampista | César Yanis      | 90' |

| Anotado | 69' | Bruno Miranda | 1–1 |

| Anotado | 22'   | José Fajardo     | 0–1 |
| Anotado | 79'   | Eduardo Guerrero | 1–2 |
| Anotado | 90+1' | César Yanis      | 1–3 |

| Amonestado | 21' | Gabriel Villamíl |
| Amonestado | 86' | Adalid Terrazas  |

| Amonestado | 42' | Michael Murillo |

| Árbitro             | Edina Alves Batista |
| Árbitros asistentes | Neuza Back          |
| Árbitros asistentes | Mary Blanco         |
| Cuarto árbitro      | Raphael Claus       |
| Quinto árbitro      | Bruno Boschilia     |
| VAR                 | Rodolpho Toski      |
| Adicional VAR       | Joel Alarcón        |
| Asesor de árbitros  | Olga Miranda        |
| Quality Mánager     | Emerson de Carvalho |

| Estadísticas      | Bandera de Bolivia | Bandera de Panamá |
| Tiros             | 7                  | 13                |
| Tiros a puerta    | 4                  | 6                 |
| Faltas            | 17                 | 8                 |
| Saques de esquina | 2                  | 1                 |
| Penaltis          | 0                  | 0                 |
| Fueras de juego   | 4                  | 0                 |
| Posesión de balón | 52%                | 48%               |

## Estadísticas

### Participación de jugadores
| N.° | Pos        | Jugador            | PJ | Minutos jugados | Goles recibidos | Atajos | Tarjetas amarillas | Doble tarjeta amarilla y roja | Tarjetas rojas |
| --- | ---------- | ------------------ | -- | --------------- | --------------- | ------ | ------------------ | ----------------------------- | -------------- |
| 1   | Guardameta | Carlos Lampe       | 0  | 0               | 0               | 0      | 0                  | 0                             | 0              |
| 12  | Guardameta | Gustavo Almada     | 0  | 0               | 0               | 0      | 0                  | 0                             | 0              |
| 23  | Guardameta | Guillermo Viscarra | 3  | 270             | 10              | 13     | 0                  | 0                             | 0              |

| N.° | Pos            | Jugador           | PJ | Minutos jugados | Goles | Asistencias | Tarjetas Amarillas | Doble tarjeta amarilla y roja | Tarjetas rojas |
| --- | -------------- | ----------------- | -- | --------------- | ----- | ----------- | ------------------ | ----------------------------- | -------------- |
| 2   | Defensa        | Jesús Sagredo     | 1  | 90              | 0     | 0           | 1                  | 0                             | 0              |
| 3   | Defensa        | Diego Medina      | 2  | 62              | 0     | 0           | 0                  | 0                             | 0              |
| 4   | Defensa        | Luis Haquín       | 3  | 270             | 0     | 0           | 1                  | 0                             | 0              |
| 5   | Defensa        | Adrián Jusino     | 0  | 0               | 0     | 0           | 0                  | 0                             | 0              |
| 6   | Centrocampista | Leonel Justiniano | 2  | 73              | 0     | 0           | 1                  | 0                             | 0              |
| 7   | Centrocampista | Miguel Terceros   | 3  | 193             | 0     | 0           | 0                  | 0                             | 0              |
| 8   | Delantero      | Jaume Cuéllar     | 1  | 16              | 0     | 0           | 0                  | 0                             | 0              |
| 9   | Delantero      | César Menacho     | 1  | 46              | 0     | 0           | 0                  | 0                             | 0              |
| 10  | Centrocampista | Ramiro Vaca       | 3  | 170             | 0     | 1           | 0                  | 0                             | 0              |
| 11  | Delantero      | Carmelo Algarañaz | 3  | 195             | 0     | 0           | 0                  | 0                             | 0              |
| 13  | Centrocampista | Lucas Chávez      | 2  | 31              | 0     | 0           | 0                  | 0                             | 0              |
| 14  | Centrocampista | Robson Matheus    | 0  | 0               | 0     | 0           | 0                  | 0                             | 0              |
| 15  | Centrocampista | Gabriel Villamíl  | 3  | 243             | 0     | 0           | 2                  | 0                             | 0              |
| 16  | Centrocampista | Boris Céspedes    | 2  | 153             | 0     | 0           | 0                  | 0                             | 0              |
| 17  | Defensa        | Roberto Fernández | 2  | 121             | 0     | 0           | 0                  | 0                             | 0              |
| 18  | Delantero      | Rodrigo Ramallo   | 1  | 44              | 0     | 0           | 0                  | 0                             | 0              |
| 19  | Delantero      | Bruno Miranda     | 2  | 94              | 1     | 0           | 0                  | 0                             | 0              |
| 20  | Centrocampista | Fernando Saucedo  | 2  | 99              | 0     | 0           | 0                  | 0                             | 0              |
| 21  | Defensa        | José Sagredo      | 3  | 270             | 0     | 0           | 0                  | 0                             | 0              |
| 22  | Centrocampista | Héctor Cuellar    | 3  | 224             | 0     | 0           | 0                  | 0                             | 0              |
| 24  | Defensa        | Marcelo Suárez    | 2  | 134             | 0     | 0           | 0                  | 0                             | 0              |
| 25  | Defensa        | Yomar Rocha       | 2  | 137             | 0     | 0           | 1                  | 0                             | 0              |
| 26  | Centrocampista | Adalid Terrazas   | 2  | 35              | 0     | 0           | 1                  | 0                             | 0              |

### Goleadores
| N.°   | Jugador       | Anotado | PJ | Prom. | Jugada | Cabeza | TL | Penal |
| ----- | ------------- | ------- | -- | ----- | ------ | ------ | -- | ----- |
| 1     | Bruno Miranda | 1       | 2  | 0.5   | 1      | 0      | 0  | 0     |
| Total | Total         | 1       | 3  | 0.33  | 1      | 0      | 0  | 0     |

### Asistencias
| N.°   | Jugador     | Asistencia | Jugada | Cabeza | TL | SdE |
| ----- | ----------- | ---------- | ------ | ------ | -- | --- |
| 1     | Ramiro Vaca | 1          | 1      | 0      | 0  | 0   |
| Total | Total       | 1          | 1      | 0      | 0  | 0   |

### Sanciones disciplinarias
| N.°   | Jugador           | Amonestado | Otorgado · Expulsado | Expulsado | Sanción |
| ----- | ----------------- | ---------- | -------------------- | --------- | ------- |
| 1     | Gabriel Villamíl  | 2          | 0                    | 0         |         |
| 2     | Leonel Justiniano | 1          | 0                    | 0         |         |
| 2     | Luis Haquín       | 1          | 0                    | 0         |         |
| 2     | Jesús Sagredo     | 1          | 0                    | 0         |         |
| 2     | Yomar Rocha       | 1          | 0                    | 0         |         |
| 2     | Adalid Terrazas   | 1          | 0                    | 0         |         |
| Total | Total             | 7          | 0                    | 0         |         |